# Mihai Ruse
Mihai Ruse (n. 14 septembrie 1952) este un senator român, ales în 2016.